# Aron Skarberg
Aron Olofsson Skarberg var en svensk skarprättare i Gävleborgs län mellan åren 1722 och 1753. Han var son till bödeln Olof Ulv i Skara och tillhörde resandefolket.
Skarberg hade sin ämbetsbostad vid Skarprättargården i Gävle. Han var dock inte nöjd över gårdens standard och liknade det som ett "svinehus", varför han framförde krav på reparation till magistraten i Gävle. Han lämnade in ett klagomål till landshövdingen inför en avrättning han skulle utföra på en kvinna i Hedesunda 1752. Han krävde att få en ny yxa, då han menade att skarprättaryxan var i så dåligt skick att han "eij tilltror sig med henne förrätta den förestående stora exekutionen i Hedesunda”.
Skarberg efterträddes av sonen Magnus Skarberg, som blev skarprättare i Gävleborgs län 1753–1762, medan dottern Juliana Skarberg var gift med skarprättaren i Uppsala och Örebro Gabriel Meijer (1711–1765). Skarberg var vidare bror till skarprättaren i Göteborg Jeremias Skarberg. 